# Liste der Monuments historiques in Vallentigny
Die Liste der Monuments historiques in Vallentigny führt die Monuments historiques in der französischen Gemeinde Vallentigny auf.

## Liste der Immobilien
| Bezeichnung       | Beschreibung                                                     | Standort                                 | Kennzeichnung | Schutzstatus   | Datum | Bild           |
| ----------------- | ---------------------------------------------------------------- | ---------------------------------------- | ------------- | -------------- | ----- | -------------- |
| Kirche St-Antoine | Schiff, 12. Jahrhundert, Querschiff und Chorraum,16. Jahrhundert | Rue de l’Église (Lage)                   | PA00078289    | Classé Inscrit | 1948  | weitere Bilder |
| Friedhofskreuz    | Sockel und Säule, 18. Jahrhundert; aufgesetztes Kreuz jünger     | Rue de l’Église, auf dem Friedhof (Lage) | PA00078288    | Inscrit        | 1972  | weitere Bilder |

## Liste der Objekte
| Bezeichnung                           | Beschreibung                                                            | Standort                              | Kennzeichnung | Schutzstatus | Datum | Bild |
| ------------------------------------- | ----------------------------------------------------------------------- | ------------------------------------- | ------------- | ------------ | ----- | ---- |
| Glocke (1)                            | Bronze, 1503 gegossen                                                   | in der Kirche St-Antoine (Lage)       | PM10005228    | Classé       | 1994  |      |
| Skulptur Heiliger Sulpicius           | Kalkstein, farbig gefasst, Anfang des 16. Jahrhunderts                  | außen an der Kirche St-Antoine (Lage) | PM10002729    | Classé       | 1960  |      |
| Kruzifix                              | Holz, farbig gefasst, 17. Jahrhundert                                   | in der Kirche St-Antoine (Lage)       | PM10003613    | Inscrit      | 1981  |      |
| Skulpturengruppe Unterweisung Mariens | Kalkstein, Ende des 16. Jahrhunderts                                    | in der Kirche St-Antoine (Lage)       | PM10002727    | Classé       | 1960  |      |
| Skulptur Heiliger Sebastian           | Holz, farbig gefasst, 16. Jahrhundert                                   | in der Kirche St-Antoine (Lage)       | PM10002725    | Classé       | 1959  |      |
| Kirchenfenster                        | aus dem 16. Jahrhundert                                                 | in der Kirche St-Antoine (Lage)       | PM10002722    | Classé       | 1948  |      |
| Skulptur Madonna mit Kind             | Kalkstein, farbig gefasst, Ende des 16. Jahrhunderts                    | in der Kirche St-Antoine (Lage)       | PM10002726    | Classé       | 1960  |      |
| Wandvertäfelung                       | Holz, 18. Jahrhundert; aus dem Kloster Boulancourt                      | in der Kirche St-Antoine (Lage)       | PM10002724    | Classé       | 1959  |      |
| Glocke (2)                            | Bronze, 1702 gegossen                                                   | in der Kirche St-Antoine (Lage)       | PM10005227    | Classé       | 1994  |      |
| Glocke (3)                            | Bronze, 1503 gegossen                                                   | in der Kirche St-Antoine (Lage)       | PM10005229    | Classé       | 1994  |      |
| Skulptur Heiliger Antonius            | Kalkstein, 16. Jahrhundert                                              | außen an der Kirche St-Antoine (Lage) | PM10002730    | Classé       | 1960  |      |
| Hauptaltar                            | Altartisch, Tabernakel und Retabel; Kalkstein, Holz, vergoldet, um 1700 | in der Kirche St-Antoine (Lage)       | PM10002723    | Classé       | 1959  |      |